# Танама
Та́нама — река на Гыданском полуострове в России, левый приток Енисея. Протекает по территории Ямало-Ненецкого автономного округа и Красноярского края, на значительном протяжении своего течения формирует административную границу между регионами.
Длина реки составляет 521 км, площадь бассейна 23 100 км². Вытекает из небольшого озера на территории Тазовского района (ЯНАО). Протекает по заболоченной низменности, близ устья делится на рукава. Впадает в левую протоку Енисея — Дерябинский Енисей на территории Таймырского Долгано-Ненецкого района.
Питание снеговое и дождевое. Половодье в июне — июле, зимой глубокая межень.